# Умершие в марте 1998 года
Это список известных людей, соответствующих установленным критериям значимости (см. Википедия:Критерии значимости персоналий), умерших в марте 1998 года.
Причина смерти указывается лишь в исключительных случаях (убийство, самоубийство, гибель в результате военных действий, смертная казнь, ДТП или несчастные случаи). В остальных случаях — не указывается.
- 1 марта — Пётр Гриболев (77) — Герой Советского Союза, подполковник танковых войск.
- 1 марта — Павел Королёв (82) — Герой Советского Союза, майор артиллерии.
- 1 марта — Александр Пузанов (91) — советский партийный и государственный деятель, Председатель Совета Министров РСФСР (1952—1956), кандидат в члены Президиума ЦК КПСС (1952—1953).
- 1 марта — Николай Трофимов (75) — Герой Советского Союза, генерал-лейтенант авиации.
- 2 марта — Пётр Бухтулов (73) — Герой Советского Союза, сержант артиллерии.
- 2 марта — Юлий Уханов (72) — советский и российский учёный-физик.
- 3 марта — Николай Колесников (76) — участник Великой Отечественной войны. Герой Советского Союза.
- 4 марта — Юрий Петелин (78) — участник Великой Отечественной войны. Герой Советского Союза.
- 6 марта — Борис Блиндер — советский шашист.
- 6 марта — Александр Никулин (79) — стрелок-радист 947-го штурмового авиационного Севастопольского полка 289-й штурмовой Никопольской Краснознаменной авиационной дивизии 7-го штурмового Севастопольского авиационного корпуса 15-й воздушной армии (до февраля 1945 года корпус входил в состав 8-й воздушной армии), старшина. Герой Российской Федерации (1993).
- 7 марта — Яшари, Адем (42) — террорист, один из создателей и идеологов Армии освобождения Косово.
- 8 марта — Ален Боске (78) — французский писатель и драматург.
- 8 марта — Замский, Хананий Самсонович (84) — советский учёный-дефектолог.
- 8 марта — Михаил Лашин (79) — военачальник Великой Отечественной войны, Герой Советского Союза, Генерал-майор.
- 10 марта — Ллойд Бриджес (85) — американский актёр, за свою карьеру снявшийся более чем в 150 фильмах.
- 10 марта — Иван Максименко (73) — Полный кавалер ордена Славы.
- 11 марта — Николай Ляхтеров (92) — разведчик.
- 11 марта — Василий Нестеренко (54) — председатель Киевского городского совета народных депутатов.
- 12 марта — Сергей Беринский (51) — российский композитор.
- 14 марта — Григорий Айрапетян (83) — Герой Советского Союза, подполковник.
- 14 марта — Рубен Акопян (85) — Герой Советского Союза, старший лейтенант.
- 14 марта — Душан Пашек (37) — чехословацкий хоккеист, президент Словацкого хоккейного союза; самоубийство.
- 15 марта — Геннадий Еврюжихин (54) — советский футболист, нападающий.
- 15 марта — Бенджамин Спок (94) — американский педиатр и активист антивоенного движения.
- 15 марта — Георгий Мазохин-Поршняков (74) — профессор, энтомолог, лауреат Государственной премии СССР (1987).
- 16 марта — Дерек Бартон (79) — английский химик, член Лондонского королевского общества (1954), лауреат Нобелевской премии по химии (1969).
- 16 марта — Владимир Богуславский (83) — подполковник Советской Армии, участник Великой Отечественной войны, Герой Советского Союза.
- 16 марта — Александр Ефремов (87) — советский работник сельского хозяйства, механизатор, Герой Социалистического Труда.
- 16 марта — Мусий Катернога (85) — украинский советский архитектор, график.
- 16 марта — Николай Корсун (87) — капитан Советской Армии, участник Великой Отечественной войны, Герой Советского Союза.
- 17 марта — Сергей Мацапура (79) — капитан МВД СССР, участник Великой Отечественной войны, Герой Советского Союза.
- 17 марта — Александр Прохоров (79) — участник Великой Отечественной войны, Герой Советского Союза.
- 18 марта — Василий Демиденко (68) — советский партийный деятель, первый секретарь Кустанайского обкома Компартии Казахстана.
- 18 марта — Джоан Майя Фриман (80) — австралийский физик.
- 19 марта — Василий Давыдов (67) — советский педагог и психолог.
- 19 марта — Григорий Дарьев (78) — Полный кавалер ордена Славы.
- 21 марта — Галина Уланова (88) — русская советская балерина, народная артистка СССР (1951).
- 22 марта — Мария Изергина (93) — пианистка, певица (меццо-сопрано), исполнительница романсов.
- 22 марта — Фёдор Кожевников — советский учёный, юрист-международник.
- 22 марта — Владимир Покровский (79) — Герой Советского Союза.
- 22 марта — Иван Федосеев (89) — российский физико-географ.
- 23 марта — Михаил Васильев (75) — Герой Советского Союза.
- 24 марта — Павел Примаков (82) — Герой Советского Союза.
- 25 марта — Исаак Ройтер — украинский советский инженер-технолог, специалист в области пищевых производств. Доктор технических наук.
- 25 марта — Виктор Сенющенков (74) — Герой Советского Союза.
- 25 марта — Игорь Солдатов (75) — доктор медицинских наук, профессор, академик Академии медицинских наук СССР.
- 26 марта — Виктор Павловский (72) — советский, российский и украинский актёр.
- 27 марта — Иван Гуляев (75) — Герой Советского Союза.
- 30 марта — Пётр Крупинов (91) — Герой Советского Союза.
- 30 марта — Виталий Мельников (79) — советский и российский учёный.